# Suka Pulih
Suka Pulih is een bestuurslaag in het regentschap Ogan Komering Ilir van de provincie Zuid-Sumatra, Indonesië. Suka Pulih telt 3689 inwoners (volkstelling 2010).